# ويلفريد كوهلس
ويلفريد كوهلس (بالألمانية: Wilfried Kohls)‏ هو لاعب كرة قدم ألماني في مركز حراسة المرمى، ولد في 12 أكتوبر 1950. لعب مع كيكرز أوفنباخ.